# Robbie Benson
Robbie Benson, né le 7 mai 1992 à Athlone en Irlande, est un footballeur irlandais qui évolue au poste de milieu central au St. Patrick's Athletic FC.

## Biographie

### Athlone Town
Robbie Benson est natif d'Athlone en Irlande, et c'est avec le club de sa ville natale, Athlone Town, qu'il commence le football. Il fait ses débuts avec son club le 3 octobre 2008, lors d'un match face au Waterford FC. Benson évolue pendant deux saisons sous les couleurs d'Athlone Town.

### UC Dublin
Benson rejoint l'UC Dublin en 2010. Il porte les couleurs du club de la capitale durant cinq saisons.

### Dundalk FC
En décembre 2015, Robbie Benson signe en faveur du club de Dundalk FC, pour la saison 2016. Il joue son premier match en championnat sous ses nouvelles couleurs le 5 mars 2016, lors d'une victoire de son équipe face à Bray Wanderers (1-3). Le 16 mai de la même année, il est l'auteur d'un doublé en championnat, lors de la large victoire de son équipe face au Finn Harps FC (0-7). Cette saison-là, il devient pour la première fois champion d'Irlande.
Le 2 août 2016, Robbie Benson marque un but lors d'une rencontre de qualification pour la Ligue des champions face au BATE Borisov. Il entre en jeu en cours de partie ce jour-là, et son équipe réalise l'exploit de remporter le match par trois buts à zéro.

### St. Patrick's Athletic FC
Le 13 novembre 2019 est annoncé le transfert de Robbie Benson au St. Patrick's Athletic FC, qu'il rejoint en janvier 2020. Il inscrit son premier but le 31 juillet 2020 face au Dundalk FC, en championnat. Les deux équipes se neutralisent ce jour-là (1-1).
Il participe à la finale de la coupe d'Irlande 2021, qui a lieu le 28 novembre 2021 face au Bohemians FC. Il est titularisé et son équipe s'impose après une séance de tirs au but,.

## Palmarès

### En club
Dundalk FC
- Champion d'Irlande
  - 2016 et 2018.

 St. Patrick's Athletic FC
- Coupe d'Irlande
  - 2021.